# Édouard Jetté
Édouard Jetté (* 9. August 1898 in Saint-Jacques-de-Montcalm, Québec; † 30. Januar 1988 in Joliette) war ein kanadischer römisch-katholischer Geistlicher und Weihbischof in Joliette.

## Leben
Édouard Jetté besuchte die École des Continuations in Saint-Jacques-de-Montcalm und von 1912 bis 1919 das Kleine Seminar in Joliette. Von 1919 bis 1923 studierte er Philosophie und Katholische Theologie am Priesterseminar in Montreal. Nachdem er dort das Lizenziat im Fach Katholische Theologie erlangt hatte, empfing er am 31. Mai 1923 in der Pfarrkirche in Saint-Jacques-de-Montcalm durch den Bischof von Joliette, Joseph-Guillaume-Laurent Forbes, das Sakrament der Priesterweihe für das Bistum Joliette.
Jetté lehrte nach der Priesterweihe zunächst Altgriechisch und Geschichte am Kleinen Seminar in Joliette, bevor er 1926 Diözesanmissionar wurde. 1928 wurde er für weiterführende Studien nach Rom entsandt, wo er 1929 im Fach Philosophie promoviert wurde. Ferner erwarb er 1931 am Institut Catholique de Paris ein Lizenziat im Fach Literaturwissenschaft. Anschließend kehrte Jetté in seine Heimat zurück und wirkte erneut als Lehrer am Kleinen Seminar in Joliette. 1943 wurde er Pfarrer der Kathedrale Saint-Charles-Borromée in Joliette und Dechant sowie 1944 auch Domherr an der Kathedrale. Ab 1946 fungierte Jetté zudem als Generalvikar des Bistums Joliette.
Am 3. Januar 1948 ernannte ihn Papst Pius XII. zum Titularbischof von Tabae und zum Weihbischof in Joliette. Der Apostolische Delegat für Kanada und Neufundland, Erzbischof Ildebrando Antoniutti, spendete ihm am 14. April desselben Jahres in der Kathedrale Saint-Charles-Borromée in Joliette die Bischofsweihe; Mitkonsekratoren waren der Bischof von Saint-Jean-de-Québec, Paul-Ernest-Anastase Forget, und der Weihbischof in Montréal, Joseph-Conrad Chaumont. Sein Wahlspruch Deus providebit („Gott wird sorgen“) stammt aus Gen 22,8 . Als Weihbischof war Jetté bis 1962 weiterhin Pfarrer der Kathedrale Saint-Charles-Borromée und Generalvikar. Außerdem leitete er ab 1959 zusätzlich in der Kanadischen Bischofskonferenz die französischsprachige Sektion der Kommission für die Krankenhäuser und Wohlfahrtseinrichtungen.
Jetté nahm an allen vier Sitzungsperioden des Zweiten Vatikanischen Konzils teil. Vom 30. April 1962 bis zum 3. Januar 1968 leitete er das Bistum Joliette als Apostolischer Administrator sede plena. Auf seine Anweisung hin wurde 1962 im Bistum Joliette eine Umfrage zum Zweiten Vatikanischen Konzil durchgeführt.
Später trat Jetté als Weihbischof zurück und lebte in Saint-Jacques-de-Montcalm. Er starb im Januar 1988 im Alter von 89 Jahren im Foyer Saint-Eusèbe in Joliette und wurde in der Krypta der Kathedrale Saint-Charles-Borromée beigesetzt.

## Schriften
- Au seuil du subconscient. La Presse, Montréal 1974, ISBN 978-0-7777-0088-4.